# 約翰·赫德
小約翰·赫德（英語：John Heard Jr.，1946年3月7日—2017年7月21日）是美國的一位演員。他最著名的作品是在《小鬼當家》系列電影中的角色Peter McCallister。